# Mortadha Ben Ouanes
Mortadha Ben Ouanes (arabe : مرتضى بن وناس), né le 2 juillet 1994 à Sousse, est un footballeur international tunisien. Il évolue au poste d'arrière gauche à Kasımpaşa SK.

## Biographie

### En club
Ben Ouanes est formé à l'Étoile sportive du Sahel (ESS), où il passe par toutes les catégories de jeunes. Il débute en première division lors de la saison 2013-2014.
En janvier 2015, il est prêté pour six mois à l'Union sportive monastirienne. Son prêt avec cette équipe s'avère être un échec, puisqu'il ne joue qu'un seul match en championnat. En juillet 2015, il est transféré au Club athlétique bizertin. Avec cette équipe, il inscrit quatre buts en championnat lors de la saison 2015-2016.
En janvier 2018, il retrouve son club formateur.
Lors de la saison 2019-2020, il inscrit quatre buts en championnat avec l'ESS.
Il participe avec le même club à la Ligue des champions de la CAF, à la coupe de la confédération et à la Supercoupe de la CAF. Il est ainsi quart de finaliste de la Ligue des champions en 2020.
Le 2 juillet 2021, en fin de contrat avec l'ESS, il s'engage avec Kasımpaşa SK pour deux ans.

### En équipe nationale
Il joue son premier match en équipe de Tunisie le 21 septembre 2019, contre la Libye. Ce match gagné 1-0 rentre dans le cadre des éliminatoires du championnat d'Afrique des nations 2020. En décembre 2023, il est retenu dans la liste des 27 joueurs tunisiens sélectionnés par Jalel Kadri pour disputer la coupe d'Afrique des nations 2023, avant de se retirer pour des raisons familiales.

## Palmarès
Étoile sportive du Sahel
- Coupe arabe des clubs champions (1) :
  - Vainqueur : 2018-2019.
- Coupe de Tunisie (1) :
  - Vainqueur : 2014.
  - Finaliste : 2018-2019.